# Machilidae
Los maquílidos (Machilidae) son una familia de insectos primitivos pertenecientes al orden Archaeognatha, conocidos vulgarmente como pececillos de bronce. Hay alrededor de 250 especies descritas en todo el mundo.

## Características
Estos insectos carecen de alas, presentan un tórax alargado y más o menos cilíndrico con una joroba característica, y están cubiertos de diminutas y compactas escamas. Su color es normalmente gris o marrón, algunas veces con complicados patrones. Tienen tres «colas» al final del abdomen: dos cercos y un largo epiprocto central. Tienen grandes ojos compuestos, que con frecuencia se encuentran en un punto central.

## Historia natural
Los maquílidos no sufren virtualmente ninguna metamorfosis durante su ciclo vital, y tanto las ninfas como los adultos son por lo general discretos herbívoros y carroñeros, estando muchas especies restringidas a las costas rocosas, pero encontrándose otras en hábitats de interior con abundante vegetación. Puede moverse muy rápidamente y generalmente huyen saltando considerables distancias cuando se les molesta.

## Taxonomía
Los maquílidos incluyen los siguientes géneros:[cita requerida]
- - Afrochilis Sturm, 2002
  - Afromachilis Mendes, 1981
  - Allopsontus Silvestri, 1911
  - Bachilis Mendes, 1977
  - Catamachilis Silvestri, 1923
  - Charimachilis Wygodzinsky, 1939
  - Coreamachilis Mendes, 1993
  - Corethromachilis Carpenter, 1916
  - Dilta Strand, 1911
  - Graphitarsus Silvestri, 1908
  - Haslundichilis Wygodzinsky, 1950
  - Haslundiella Janetschek, 1954
  - Heteropsontus Mendes, 1990
  - Himalayachilis Wygodzinsky, 1952
  - Janetschekilis Wygodzinsky, 1958
  - Lepismachilis Verhoeff, 1910
  - Leptomachilis Sturm, 1991
  - Machilis Latrielle, 1832
  - Machilopsis Olfers, 1907
  - Mendeschilis Gaju, Mora, Molero & Bach, 2000
  - Mesomachilis Silvestri, 1911
  - Metagraphitarsus Paclt, 1969
  - Metamachilis Silvestri, 1936
  - Meximachilis Wygodzinsky, 1945
  - Neomachilis Silvestri, 1911
  - †Onychomachilis Pierce, 1951
  - Paetrobius Leach, 1815
  - Paramachilis Wygodzinsky, 1941
  - Parapetrobius Mendes, 1980
  - Parateutonia Verhoeff, 1910
  - Pedetontinus Silvestri, 1943
  - Pedetontoides Mendes, 1981
  - Pedetontus Silvestri, 1911
  - Petridiobius Paclt, 1970
  - Petrobiellus Silvestri, 1943
  - Petrobius Leach, 1817
  - Petromachilis Reilly, 1915
  - †Praemachilis Silvestri, 1904
  - Praemachiloides Janetschek, 1954
  - Praetrigoniophthalmus Janetschek, 1954
  - Promesomachilis Silvestri, 1923
  - Pseudocatamachilis Gaju & Bach, 1991
  - Pseudomachilanus Paclt, 1969
  - Silvestrichilis Wygodzinsky, 1950
  - Silvestrichiloides Mendes, 1990
  - Stachilis Janetschek, 1957
  - Trigoniomachilis Stach, 1937
  - Trigoniophthalmus Verhoeff, 1910
  - Wygodzinskilis Janetschek, 1954